# Eusarcus tripos
Eusarcus tripos is een hooiwagen uit de familie Gonyleptidae.